# Nadesja Kibardina
Nadesja Kibardina, née le 8 février 1956 à Naberejnye Tchelny, est une coureuse cycliste soviétique puis russe. Elle a notamment été championne du monde de poursuite en 1980 et 1981, et championne du monde du contre-la-montre par équipes en 1987 et 1989.

## Palmarès sur piste

### Championnats du monde
- Besançon 1980
  -  Championne du monde de poursuite
- Brno 1981
  -  Championne du monde de poursuite
- Barcelone 1984
  - 5e de la poursuite

### Universiade
- 1983
  -  Médaillée d'or de la poursuite

## Palmarès sur route
- 1981
  - 3e du championnat d'URSS sur route
  - 8e du championnat du monde sur route
- 1983
  -  Médaillée d'or sur route à l'Universiade
- 1984
  - 3e et 8e étapes du Postgiro
- 1985
  - 3e étape du Postgiro
  - 1re étape du Tour d'Aquitaine
  - 3e du Postgiro
  - 2e du Tour d'Aquitaine
- 1986
  -  Championne d'URSS sur route
  - Prologue et 5e étape du Postgiro
  - Tour d'Aquitaine :
    - Classement général
    - 1re, 2e, 3e, 4e et 5e

  - 3e et 4e étapes des 3 jours de Vendée
  - 3e des 3 jours de Vendée
- 1987
  -  Championne du monde du contre-la-montre par équipes (avec Alla Jakovleva, Tamara Poliakova et Liubova Pogovitchaikova)
  - 2e étape du Tour d'Aquitaine
  - 1re étape du Steiermark Rundfahrt
  - 3e du Tour d'Aquitaine
  - 8e du Tour de France
- 1988
  -  Médaillée d'argent du championnat du monde du contre-la-montre par équipes
  - 9e du Tour de France
- 1989
  -  Championne du monde du contre-la-montre par équipes (avec Tamara Poliakova, Laima Zilporite et  Natalya Melekhina)
  - 2e du Tour de l'Aude
  - 3e du championnat d'URSS sur route
- 1990
  - 9e étape du Tour de l'Aude
  -  Médaillée de bronze du championnat du monde du contre-la-montre par équipes
- 1991
  - 6e étape du Tour de Colombie
  -  Médaillée de bronze du championnat du monde du contre-la-montre par équipes
- 1992
  - Coupe des Nations (avec Natalia Grinina, Valentina Polkhanova, Goulnara Fatkoulina)
  - 2e du GP de Beauce
  -  Médaillée de bronze du championnat du monde du contre-la-montre par équipes
- 1993
  -  Championne de Russie du contre-la-montre
  - 2e étape des 3 jours de Vendée
  - 2e des 3 jours de Vendée